# Bế Quốc Hùng
Bế Quốc Hùng (sinh năm 1949) là một sĩ quan cấp cao trong Quân đội nhân dân Việt Nam, hàm Chuẩn Đô đốc, nguyên Phó Chủ nhiệm Tổng cục Kỹ thuật (2004–2008).

## Thân thế và sự nghiệp
Năm 2004, bổ nhiệm giữ chức vụ Phó Chủ nhiệm Tổng cục Kỹ thuật
Năm 2010, ông nghỉ hưu.
Chuẩn Đô đốc (2003)